# كيلي (تكساس)
كيلي (بالإنجليزية: Kyle, Texas)‏ هي مدينة تقع بولاية تكساس في شمال شرق الولايات المتحدة. تبلغ مساحة هذه المدينة 15 (كم²)، وترتفع عن سطح البحر 222 م، بلغ عدد سكانها 30875 نسمة في عام 2012 حسب إحصاء مكتب تعداد الولايات المتحدة وتصل الكثافة السكانية فيها 347.1 نسمة/كم2.

## التركيبة السكانية
حدّد مكتب تعداد الولايات المتحدة بيانات التركيبة السكانية لكيلي في تعداد الولايات المتحدة. في ما يلي، التركيبة السكانية حسب تعدادي 2000 و2010.

### تعداد عام 2000
بلغ عدد سكان كيلي 5,314 نسمة بحسب تعداد عام 2000، وبلغ عدد الأسر 1,491 أسرة وعدد العائلات 1,209 عائلة مقيمة في المدينة. في حين سجلت الكثافة السكانية 65.6 نسمة لكل كيلومتر مربع (169.9/ميل2). وبلغ عدد الوحدات السكنية 1,560 وحدة بمتوسط كثافة قدره 19.3 لكل كيلومتر مربع (50.0/ميل2).
وتوزع التركيب العرقي للمدينة بنسبة 63.29% من البيض و8.30% من الأمريكيين الأفارقة و0.64% من الأمريكيين الأصليين و0.41% من الأمريكيين ذوي الأصول الآسيوية و0.04% من سكان جزر المحيط الهادئ و23.45% من الأعراق الأخرى و3.88% من عرقين مختلطين أو أكثر و52.31% من الهسبانيون أو اللاتينيون من أي عرق.
بلغ عدد الأسر 1,491 أسرة كانت نسبة 55.5% منها لديها أطفال تحت سن الثامنة عشر تعيش معهم، وبلغت نسبة الأزواج القاطنين مع بعضهم البعض 63.5% من أصل المجموع الكلي للأسر، ونسبة 12.9% من الأسر كان لديها معيلات من الإناث دون وجود شريك،  بينما كانت نسبة 4.6% من الأسر لديها معيلون من الذكور دون وجود شريكة وكانت نسبة 18.9% من غير العائلات. تألفت نسبة 13.6% من أصل جميع الأسر من عدة أفراد يعيشون في نفس المنزل ونسبة 4.4% كانت تتألف من شخص يعيش بمفرده يبلغ من العمر 65 عاماً أو أكثر. وبلغ متوسط حجم الأسرة المعيشية 3.22، أما متوسط حجم العائلات فبلغ 3.58.
بلغ العمر الوسطي للسكان 28.2 عاماً. وكانت نسبة 31.2% من القاطنين تحت سن الثامنة عشر، وكانت نسبة 8.4% بين الثامنة عشر والرابعة والعشرين عاماً، ونسبة 33.4% كانت واقعةً في الفئة العمرية ما بين الخامسة والعشرين والرابعة والأربعين عاماً، ونسبة 12.3% كانت ما بين الخامسة والأربعين والرابعة والستين، ونسبة 4.9% كانت ضمن فئة الخامسة والستين عاماً فما فوق. يوجد لكل 100 أنثى 97.6 ذكر، ويوجد لكل 100 أنثى في الثامنة عشر من عمرها فما فوق 92.8 ذكر.
بلغ متوسط دخل الأسرة في المدينة 47,534 دولارًا، أما متوسط دخل العائلة فبلغ 50,197 دولارًا. وكان متوسط دخل الذكور 30,956 دولارًا مقابل 26,868 دولارًا للإناث. وسجل دخل الفرد الخاص بالمدينة 15,252 دولارًا. وكانت نسبة 4.8% من العائلات ونسبة 7% من السكان تحت خط الفقر، وكان من هؤلاء نسبة 9.1% تحت سن الثامنة عشر ونسبة 14.9% في الخامسة والستين من العمر وما فوق.

### تعداد عام 2010
بلغ عدد سكان كيلي 28,016 نسمة بحسب تعداد عام 2010، وبلغ عدد الأسر 8,759 أسرة وعدد العائلات 6,905 عائلة مقيمة في المدينة. في حين سجلت الكثافة السكانية 345.9 نسمة لكل كيلومتر مربع (895.9/ميل2). وبلغ عدد الوحدات السكنية 9,226 وحدة بمتوسط كثافة قدره 113.9 لكل كيلومتر مربع (295.0/ميل2).
وتوزع التركيب العرقي للمدينة بنسبة 74.54% من البيض و5.56% من الأمريكيين الأفارقة و0.82% من الأمريكيين الأصليين و1.13% من الأمريكيين ذوي الأصول الآسيوية و0.04% من سكان جزر المحيط الهادئ و14.28% من الأعراق الأخرى و3.64% من عرقين مختلطين أو أكثر و46.33% من الهسبانيون أو اللاتينيون من أي عرق.
بلغ عدد الأسر 8,759 أسرة كانت نسبة 54.2% منها لديها أطفال تحت سن الثامنة عشر تعيش معهم، وبلغت نسبة الأزواج القاطنين مع بعضهم البعض 59.8% من أصل المجموع الكلي للأسر، ونسبة 13.7% من الأسر كان لديها معيلات من الإناث دون وجود شريك،  بينما كانت نسبة 5.4% من الأسر لديها معيلون من الذكور دون وجود شريكة وكانت نسبة 21.2% من غير العائلات. تألفت نسبة 14.5% من أصل جميع الأسر من عدة أفراد يعيشون في نفس المنزل ونسبة 2.6% كانت تتألف من شخص يعيش بمفرده يبلغ من العمر 65 عاماً أو أكثر. وبلغ متوسط حجم الأسرة المعيشية 3.15، أما متوسط حجم العائلات فبلغ 3.51.
بلغ العمر الوسطي للسكان 30.2 عاماً. وكانت نسبة 33.7% من القاطنين تحت سن الثامنة عشر، وكانت نسبة 7.3% بين الثامنة عشر والرابعة والعشرين عاماً، ونسبة 37.1% كانت واقعةً في الفئة العمرية ما بين الخامسة والعشرين والرابعة والأربعين عاماً، ونسبة 17.6% كانت ما بين الخامسة والأربعين والرابعة والستين، ونسبة 4.2% كانت ضمن فئة الخامسة والستين عاماً فما فوق. وتوزع التركيب الجنسي للسكان بنسبة 49.8% ذكور و50.2% إناث.

## معرض صور

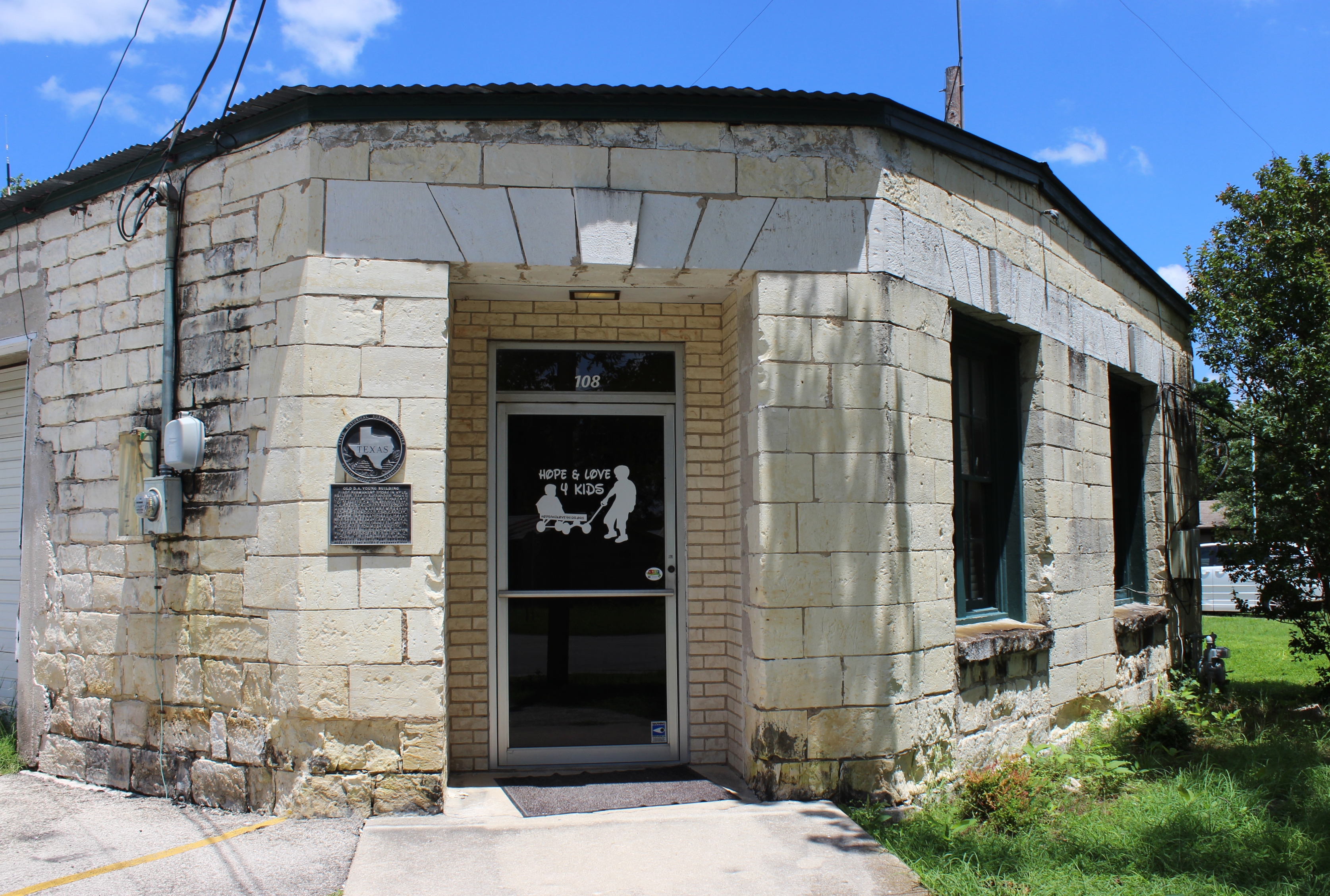
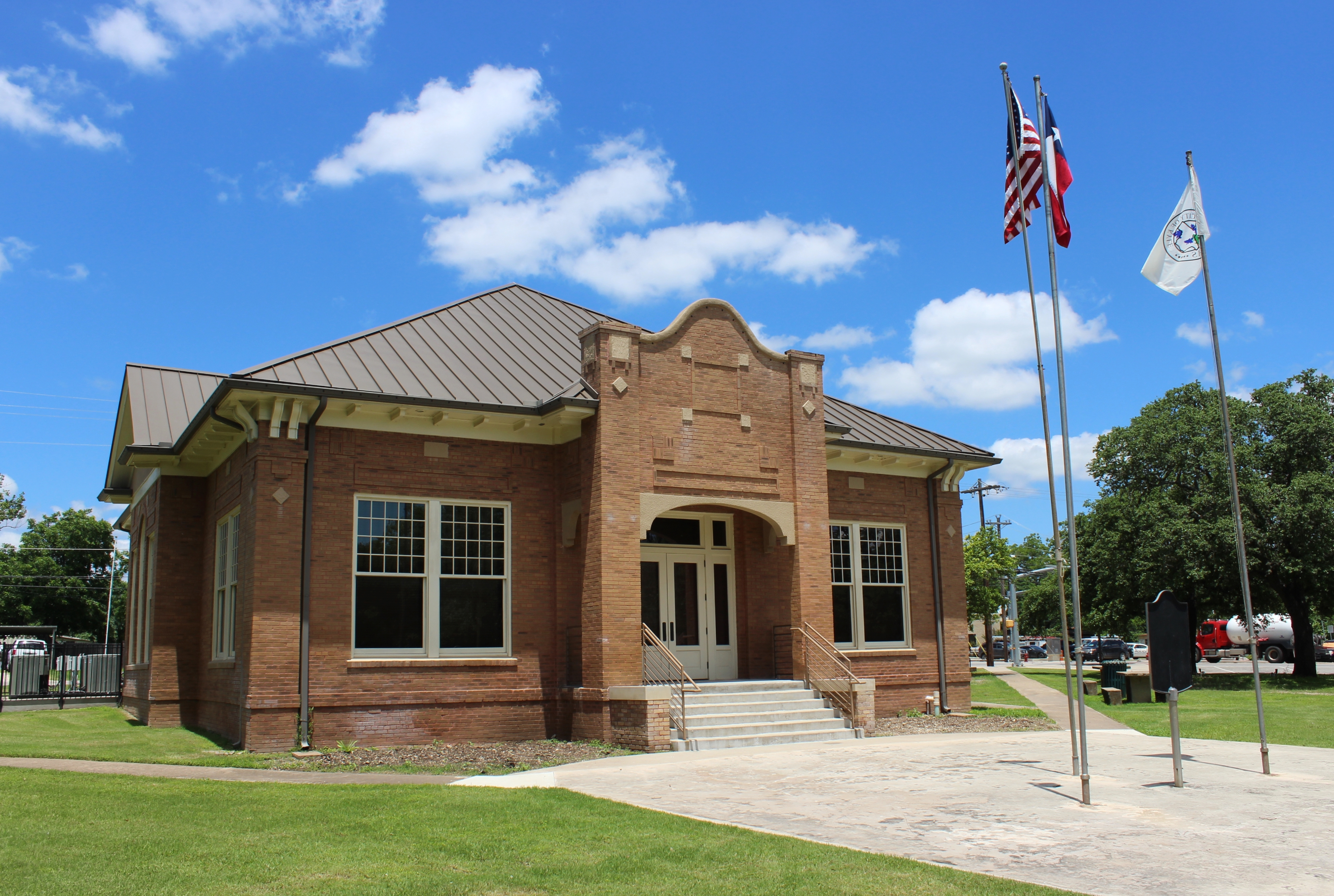
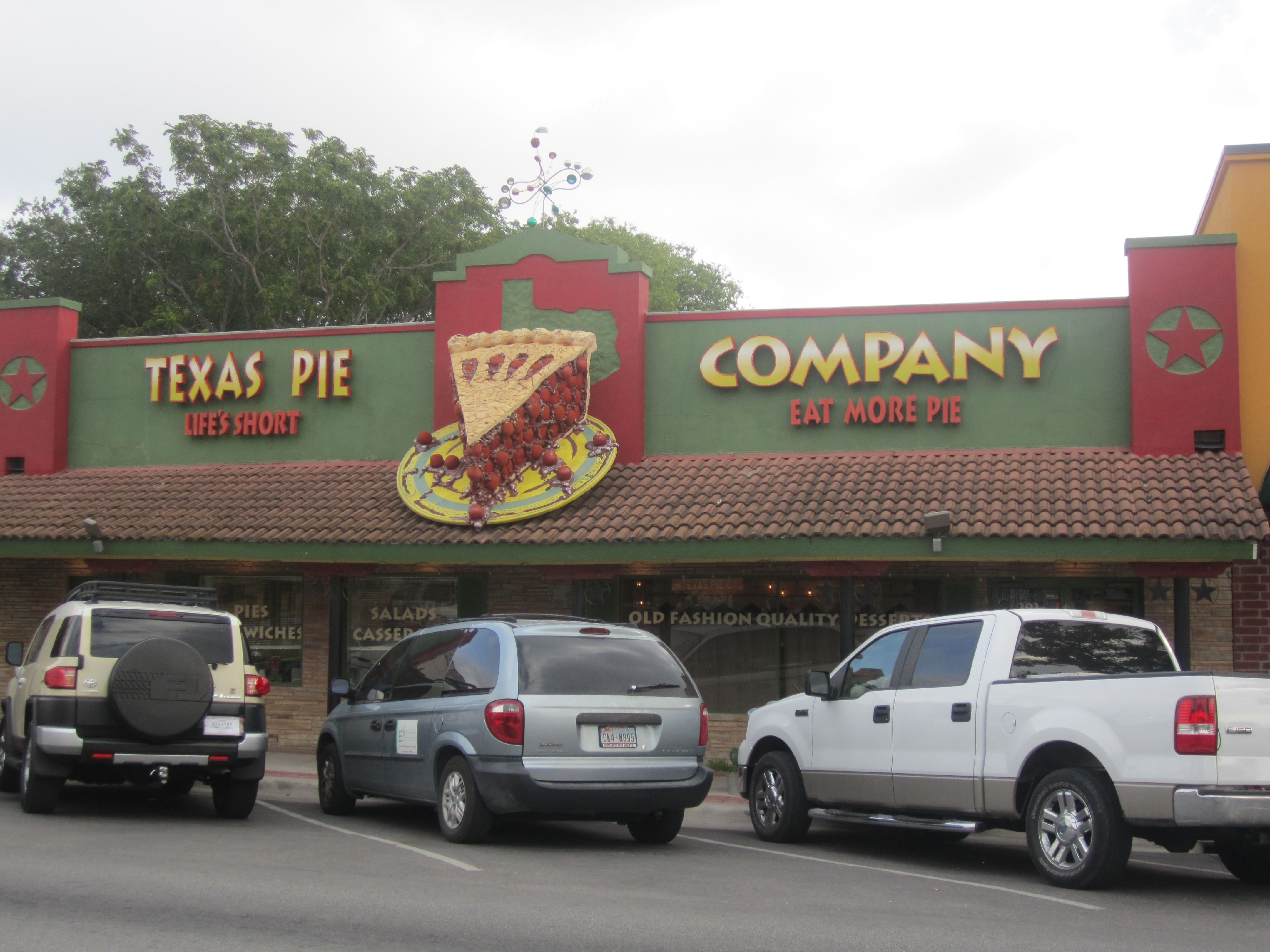

## أعلام
- جونيور كوفي

## وصلات خارجية
- The US50 - Cities and Towns in Texas State